# Karekin Bekdżijan
Karekin Bekdżijan (ur. 12 grudnia 1942 w Stambule, zm. 21 listopada 2024 tamże) – duchowny Apostolskiego Kościoła Ormiańskiego, w latach 1992–2017 biskup Niemiec. Sakrę otrzymał 27 września 1992 roku z rąk Waskena I. 28 maja 1998 roku uzyskał godność arcybiskupa. 31 grudnia 2017 przeszedł na emeryturę.